# Eleições presidenciais na República do Congo em 2009
As eleições presidenciais congolesas de 2009 foram realizadas em 12 de julho.

## Candidatos
O presidente congolês, Dennis Sassou Nguesso, eleito em 2002, não pode candidatar-se oficialmente para se reeleger, por isso pelo menos uma centena de organizações fizeram uma reunião para um possível negociação para a tentativa de reeleição do presidente. Seis polítcos anunciaram suas candidaturas, Mathias Dzon, antigo ministro da Economia (1997-2002). Presidente da União Patriótica para a Renovação Nacional (UPRN), e designado candidatao pela Aliança para a Renovação Democrática (ARD), Anguios Nganguia Engambé, do Partido Congolês do Trabalho, PCT, o partido do presidente Sassou Nguesso, que se apresentou como independente.

## Resultados
| Candidato                              | Partido                                                                                 | Votos     | %     |
| -------------------------------------- | --------------------------------------------------------------------------------------- | --------- | ----- |
| Denis Sassou-Nguesso                   | Partido Trabalhista Congolês (Parti Congolais du Travail)                               | 1,055,117 | 78.6  |
| Kignomba Kia Mbougou                   | Independente                                                                            | 100,181   | 7.5   |
| Nicéphore Antoine Fylla de Saint-Eudes | Partido Liberal Republicano (Parti Républicain Libéral)                                 | 93,749    | 7.0   |
| Mathias Dzon                           | Aliança pela República e pela Democracia (Alliance pour la République et la Démocratie) | 30,861    | 2.3   |
| Joseph Hondjouila Miokono              | Independente                                                                            | 27,060    | 2.0   |
| Guy Romain Kinfoussia                  | Independente                                                                            | 11,678    | 0.9   |
| Jean François Tchibinda-Kouangou       | Independente                                                                            | 5,475     | 0.4   |
| Anguios Nganguia-Engambé               | Independente                                                                            | 4,064     | 0.3   |
| Ernest Bonaventure Mizidi Bavoueza     | Independente                                                                            | 3,594     | 0.3   |
| Clément Mierassa                       | Independente                                                                            | 3,305     | 0.3   |
| Bertin Pandi-Ngouari                   | Independente                                                                            | 2,749     | 0.2   |
| Marion Michel Mandzimba Ehouango       | Independente                                                                            | 2,612     | 0.2   |
| Jean Ebina                             | Independente                                                                            | 1,797     | 0.1   |
| Votos válidos                          | Votos válidos                                                                           | 1,342,242 | 97.2  |
| Votos inválidos                        | Votos inválidos                                                                         | 38,409    | 2.8   |
| Total                                  | Total                                                                                   | 1,380,651 | 100.0 |
| Fonte: Adam Carr's Election Archive    |                                                                                         |           |       |

## Fonte
- Eleições presidenciais no Congo confirmadas para Julho de 2009[ligação inativa]